# Orthocarpus tolmiei
Orthocarpus tolmiei är en snyltrotsväxtart som beskrevs av William Jackson Hooker och George Arnott Walker Arnott. Orthocarpus tolmiei ingår i släktet Orthocarpus och familjen snyltrotsväxter.

## Underarter
Arten delas in i följande underarter:
- O. t. holmgreniorum
- O. t. tolmiei

## Bildgalleri

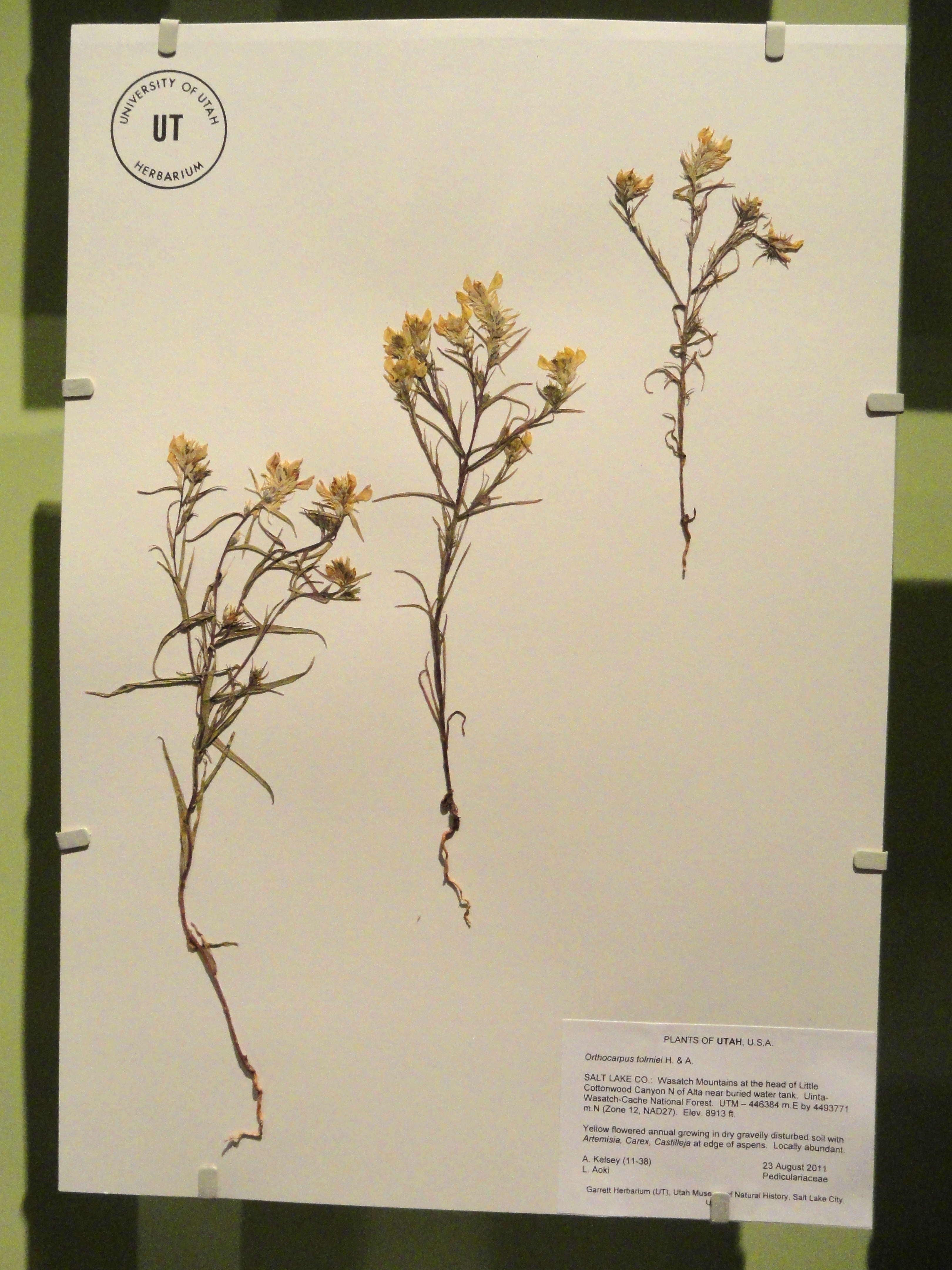